# Branche de Vassouras
Pour les articles homonymes, voir Vassouras (homonymie).
 (août 2013).
Si vous disposez d'ouvrages ou d'articles de référence ou si vous connaissez des sites web de qualité traitant du thème abordé ici, merci de compléter l'article en donnant les références utiles à sa vérifiabilité et en les liant à la section « Notes et références ».
La branche de Vassouras de la maison d'Orléans-Bragance est formée par les membres de l'ancienne famille impériale brésilienne qui descendent de Luiz de Orléans e Bragança (1878-1920), prince du Brésil, qui prit en 1908 le titre de courtoisie de prince du Grão Para.

## Historique
Ayant ordonné à son fils aîné, le prince Pedro de Alcântara de Orléans e Bragança (1875-1940), de renoncer à ses droits dynastiques pour épouser Élisabeth Dobrzensky de Dobrzenicz une jeune femme issue d'une famille non régnante ni anciennement régnante, Isabelle de Bragance (1846-1921), princesse impériale du brésil, a considéré que son fils cadet, Luiz, et ses descendants, seraient les futurs chefs de la maison impériale du Brésil. C'est pourquoi ces derniers portent aujourd'hui les titres de courtoisie de prince impérial du Brésil (pour le chef de la branche de Vassouras), de prince du Grão Para (pour son héritier) et de princes et princesses du Brésil (pour les autres membres de la branche).
Cependant, le fils aîné de Luiz de Orléans e Bragança, Pedro Henrique de Orléans e Bragança (1909-1981), est devenu prétendant au trône du Brésil à seulement 13 ans, ce qui n'a pas été sans provoquer quelques difficultés au sein de la famille. Certains membres de la branche de Petropolis de la maison d'Orléans et Bragance — autrement dit des descendants du prince Pedro de Alcântara, considérés comme exclus de la succession au trône par la princesse impériale Isabelle — ont remis en cause l'acte de renonciation de leur père : de fait, la constitution de 1824 n'imposait aucune obligation pour les dynastes d'épouser des personnes issues de familles régnantes ou anciennement régnantes. Selon les monarchistes brésiliens partisans de la branche de Petrópolis, une telle modification des lois dynastiques et de l'ordre successoral outrepassait les prérogatives de la princesse impériale et devait nécessairement être ratifiée par le peuple brésilien ou ses représentants élus.
Le nom de la branche de Vassouras fait référence à la microrégion de Vassouras, située dans l'État de Rio de Janeiro. Il s'agit là d'un ancien centre de la caféiculture brésilienne, où Pedro Henrique de Orléans e Bragança s'est établi de 1965 à sa mort.
Ces dernières années, de nombreux membres de la branche de Vassouras ont selon la logique propre à cette branche, renoncé à leurs droits hypothétiques sur la couronne brésilienne et épousé des hommes et des femmes issus de familles non régnantes ni anciennement régnantes.